# 스웨이드

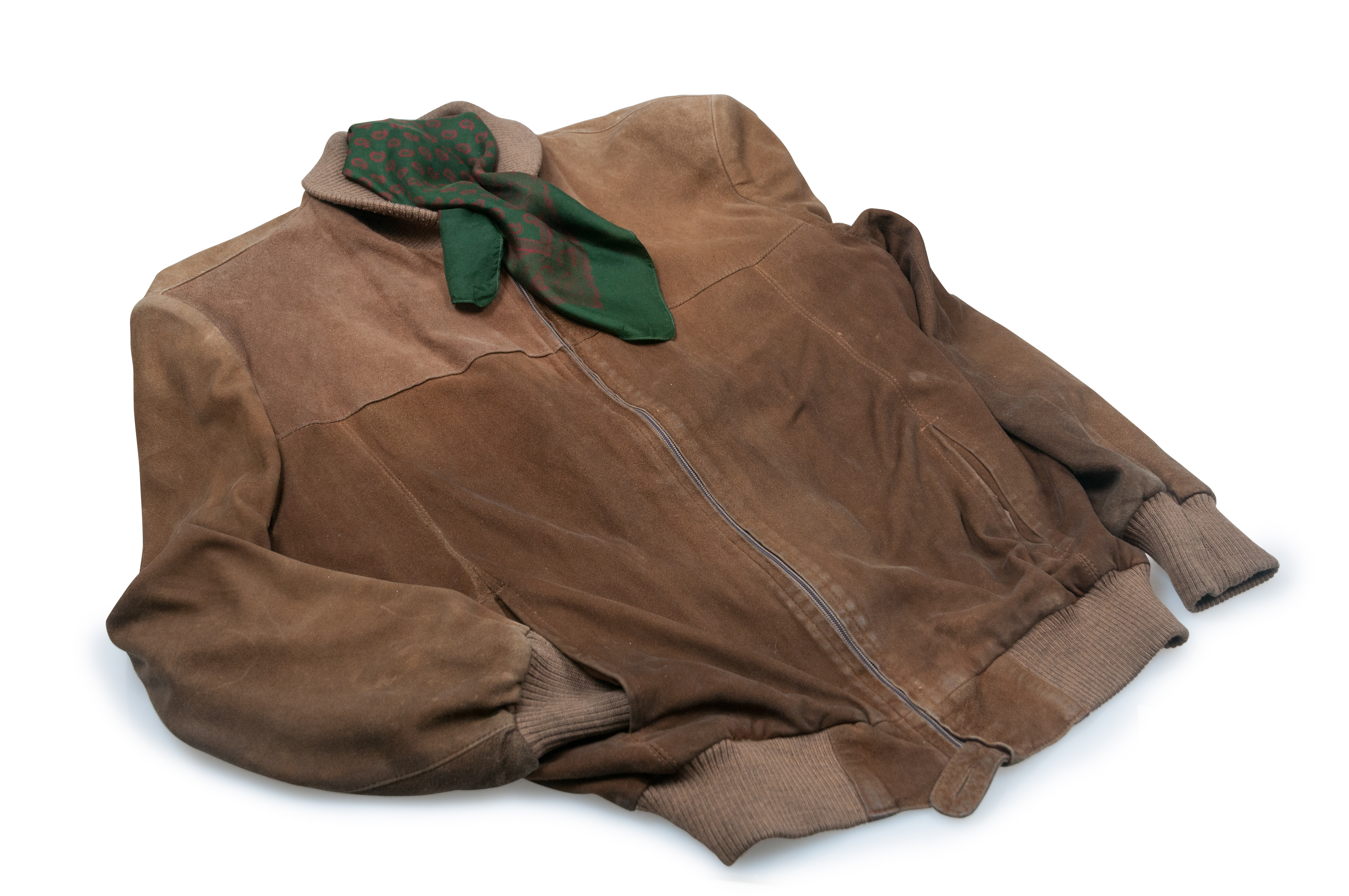

스웨이드(suede)는 가죽 직물의 한 종류로, 새끼 양이나 새끼 소 등의 가죽 혹은 그와 유사한 것을 이용해 부드럽게 보풀려서 만든 것이다.

## 이름
‘스웨이드’란 단어는 불어 ‘gants de Suède’에서 왔는데, 이는 ‘스웨덴의 장갑’이란 뜻이다.
세무라고도 부르는데, 이는 알프스산양을 뜻하는 말인 샤무아(chamois)에서 온 말이다.

## 성질
가죽과 마찬가지로 물에는 굉장히 약하므로 물이 닿지않도록 조심해야한다.

## 같이 보기
- 기모